# Roxas Boulevard
Roxas Boulevard (voorheen Dewey Boulevard) is een boulevard in Metro Manilla. De achtbaansweg is een van de hoofdwegen van de regio en verbindt het centrum van Manilla met Pasay en Parañaque. Roxas Boulevard begint bij Rizal Park bij de kruising met Padre Burgo Avenue en loopt dan langs de oever van de Baai van Manilla via Pasay naar Parañaque. Aan de zuidzijde gaat de weg na de kruising met NAIA road over in de Manila-Cavite Expressway.

## Geschiedenis
De bouw van de boulevard maakte deel uit van het plan van stedenbouwkundige Daniel Burnham voor het verfraaien van de stad Manilla. Burnham kwam in 1905 op verzoek van Commissioner William Forbes om plannen uit te werken voor Manilla en Baguio City. De boulevard werd in 1912 aangelegd en werd in eerste instantie Cavite Boulevard genoemd. In 1915 werd de straat hernoemd naar Dewey Boulevard, ter ere van de Amerikaanse admiraal George Dewey, die in 1898 de Spaanse vloot versloeg tijdens de Slag in de Baai van Manilla. In de jaren 60 kreeg de straat haar huidige naam Roxas Boulevard naar voormalig president Manuel Roxas.

## Bijzondere gebouwen en locaties
Langs Roxas Boulevard bevinden zich vele bekende gebouwen en locaties. De boulevard begin in het noorden bij Rizal Park, waar in 1898 de Filipijnse nationale held José Rizal door de Spanjaarden werd geëxecuteerd. Bekende gebouwen en kantoren langs Roxas Boulevard zijn onder andere de Amerikaanse ambassade, het Cultural Center of the Philippines-complex, Manila Hotel. Overheidsgebouwen langs Roxas Boulevard in de wijk Ermita zijn de gebouwen van de Bangko Sentral ng Pilipinas (centrale bank van de Filipijnen), het Ministerie van Financiën, het Ministerie van Defensie, de Filipijnse Senaat en de Filipijnse marine. Aan de Baai van Manilla ligt ter hoogte van de Bangko ng Sentral de Manila Yacht Club.